# Garry Mauro

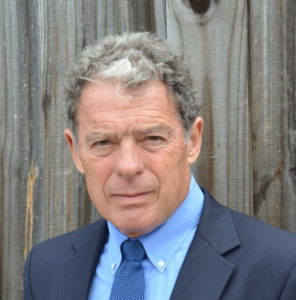
Garry Mauro, 2015

Garry Mauro (* 21. Februar 1948 in Bryan (Texas), Vereinigte Staaten) ist ein amerikanischer Politiker der Demokratischen Partei.

## Politik
Er war von 1983 bis 1999 Kommissionsmitglied des Texas General Land Office (Behörde in Austin, Texas) während der Verwaltung der Gouverneure Mark White, Bill Clements, Ann Richards und George W. Bush. Er unterlag bei den Gouverneurswahlen in Texas 1998 gegen den späteren Präsidenten George W. Bush.